# Înlănțuire genică
Înlănțuirea genică  sau înlănțuirea genetică, linkage-ul (linkage în limba engleză, liaison génétique în limba franceză) reprezintă tendința genelor nealele situate aproape una de alta pe același cromozom de a se transmite împreună (în bloc) în meioză, prin gameți, de la părinți la descendenți. În acest caz genele nu segregă (nu se separă) în meioză. Genele dintr-o regiune cromozomică care se transmit împreună formează un grup de înlănțuire sau un haplotip. Fenomenul de înlănțuire genică nu este un fenomen absolut deoarece numai genele situate foarte aproape una de alta se transmit totdeauna împreună, înlănțuite. În acest caz fenomenul de înlănțuire este complet (absolut). Pentru genele situate mai la distanță una de alta, pe același cromozom, înlănțuirea genică poate fi incompletă (relativă), ele putând fi separate prin încrucișarea cromozomică (crossing-over). Fenomenul de înlănțuire se referă la loci și nu la alele.